# 篠原望
篠原 望（しのはら のぞみ、1996年9月20日 - ）は、日本のアイドル、ファッションモデル。千葉県出身。TWIN PLANET所属。ラストアイドルの元メンバー。愛称は「のんちゃん」。

## 略歴
- テレビ朝日『ラストアイドル』の3rdシーズンに出演（放送開始2018年4月15日）。2期生暫定メンバー立ち位置1番。橋本桃呼に対戦を指名され敗退（放送日2018年8月26日）[6]。
- 2018年12月発売のシングル『愛しか武器がない』のカップリング曲「サブリミナル作戦」で、2期生アンダーのセンターとしてデビュー[7]。
- 2022年5月31日に、ラストアイドルが活動終了[8]。
- 2023年4月から、『ちば朝ライブ モーニングこんぱす』（チバテレ）の月曜、火曜担当のお天気キャスターとして出演。

## 人物
- 特技はテナーサックスと高速じゃんけん。ダンスリーダーの経験があり、マーチングでのガードも経験している[9]。
- 控えめで涙もろい[10]。
- 特技のテナーサックスやダンス、歌を披露しているときは、自分じゃないみたいになれる[11]。
- 好きなアイドルは、西野七瀬（元乃木坂46）。
- 好きなキャラクターは、サンリオのウィッシュミーメル（誕生日が同じ）[12]。

## 作品
- ラストアイドル 愛しか武器がない（2018年12月5日）

サブリミナル作戦 - 2期生アンダー センター
- ラストアイドル 大人サバイバー（2019年4月17日） - 全員選抜

青春0対0 - 2期生アンダー
キレよう!
- ラストアイドル 青春トレイン（2019年9月11日） - 全員選抜

現実
ヒーローなんかなりたくない - 2期生アンダー
- ラストアイドル 愛を知る（2020年4月15日） - 選抜入り

最後の選択肢 - ヤンジャン選抜
- ラストアイドル 何人も（なんびとも）（2020年11月4日） - 選抜入り

あやふや - やらかしバスターズ
- ラストアイドル 君は何キャラット？（2021年4月28日） - 全員選抜

バカ丸出し - 2期生アンダー
- ラストアイドル ラストアルバム（2022年4月27日）

僕たちは空を見る
なんか、好きだよ - 2期生アンダー

## 出演

### テレビ番組
- ラスアイ、よろしく！（テレビ朝日）[13]
- ミュージックステーション（テレビ朝日）
- ちば朝ライブ モーニングこんぱす（2023年4月 - 、千葉テレビ） - 月・火曜気象キャスター

### イベント
- 超十代2019[14]（2019年3月26日、幕張メッセ）
- Rakuten GirlsAward 2019 AUTUMN/WINTER[15]（2019年9月28日、幕張メッセ）
- ラストアイドル - ラストライブ[16]（2022年5月29日、東京ガーデンシアター）
- ウィッシュミーメル＆のんちゃんのにじいろバースデーPARTY 〜篠原望生誕祭〜[17]（2022年9月19日、サンリオピューロランド）

### 舞台
- 舞台「球詠」（2021年6月24日 - 30日、草月ホール） - 藤原理沙 役
- 舞台「球詠 ～vs 影森・梁幽館編～」（2022年2月17日 - 23日、新宿村LIVE） - 藤原理沙 役
- 放課後戦記2022（2022年11月29日 - 12月4日、TheaterMixa） - 護華養子 役
- RAVE☆塾 vol.8「かえってきたWteen」（2023年3月30日 - 4月2日、築地本願寺ブディストホール） - 柳瀬千聖 役
- 少年秘密倶楽部 - 零 -[18]（2023年4月27日 - 30日、BOX in BOX THEATER） - ネリネ 役
  - 少年秘密倶楽部 -零- 再演[19]（2024年4月17日 - 21日、萬劇場）
  - 少年秘密倶楽部 -壱- 箱庭の自由（2024年7月6日、新宿村LIVE） - 師匠 役
- 宇宙家族ヤマダさん～Super saiyAの逆襲～（2023年5月31日 - 6月4日、こくみん共済 coop ホール/スペース・ゼロ） - ヤマダ長女 役
- RAVE☆塾 vol.10「かえってきた南無阿弥ティアラ～魑魅魍魎の女学園における栄光とおだぶつの狭間で足掻く姫とホトケの奇想曲～」（2023年6月29日 - 7月2日、築地本願寺ブディストホール） - 中江若菜 役[20]
- 未知（2023年8月9日 - 13日、中目黒TRY） - 宝城麗華 役
- 白豚貴族ですが前世の記憶が生えたのでひよこな弟育てます（2023年10月18日 - 22日、CBGKシブゲキ!!）[21]
- マジでトキメけ☆少女たち!!〜ホシのミライ〜（2023年11月8日 - 12日、CBGKシブゲキ!!） - 富田トミ 役[22]
- RAVE☆塾 vol.13「妖声セブンティーン」（2024年1月25日 - 28日、築地本願寺ブディストホール） - 渚 役[23]
- 夜明[24]（2024年3月1日、BIG TREE THEATER） - 河上彦斎 役
- 出来損ないと呼ばれた元英雄は、実家から追放されたので好き勝手に生きることにした[25]（2024年3月20日 - 24日、CBGKシブゲキ!!） - ナディア・ベンディクス 役[26][27]
- コント公演シリーズ「TOKYO COL-CUL COMEDY～RED～」[28]（2024年5月16日 - 19日、東京カルチャーカルチャー）
- SEPT presents「WORLD BROKER」（2024年6月21日 - 30日、こくみん共済 coop ホール／スペース・ゼロ） - 葛 役
- けものフレンズ JAPARI STAGE!〜きみのあしおとがまたきこえた〜（2024年11月8日 - 17日、品川プリンスホテル クラブeX）[29] - チーター 役
- C2機関「艦これ」舞台2025 【突入！礼号作戦1944】（2025年2月22日 - 3月2日、品川プリンスホテル クラブeX） - 龍鳳 役
- 「アイディールセミナー Final session」（2025年6月4日 - 8日、こくみん共済 coop ホール／スペース・ゼロ） - ポリガール・フライデー 役
- 舞台「MIANEYO～FINAL～」（2025年7月9日 - 13日、あうるすぽっと） - 金宮須美代 役
- メイホリック×Kawaii Party！ ライブ×リーディング 『KAWAII偶像パラドキシカル』（2025年7月30日 - 8月3日、CBGKシブゲキ!!） -  ムギ美役